# Étienne Fermigier
 (février 2018).
Si vous disposez d'ouvrages ou d'articles de référence ou si vous connaissez des sites web de qualité traitant du thème abordé ici, merci de compléter l'article en donnant les références utiles à sa vérifiabilité et en les liant à la section « Notes et références ».
Étienne Fermigier est un designer français né le 12 août 1932 dans le 14ème arrondissement de Paris. Il décède dans un accident de voiture le 2 septembre 1973, à Puiseaux (Loiret).

## Biographie
Il suit une première formation à l’école Boulle, avant de sortir major de promo de l'École Nationale des Arts Décoratifs de Paris (ENSAD), en 1957. Deux ans plus tard, en 1959, Étienne Fermigier s’associe avec son camarade d’école, Pierre Perrigault, pour créer la galerie Meubles et Fonction située au 135 Boulevard Raspail dans le 6ème arrondissement de Paris. Ici, ils exposent principalement, et ce durant trois années, les pièces de Fermigier. Ainsi, lors du 41ème Salon des arts décoratifs en 1959, ils présentent la première vitrine historique de la galerie, entièrement réalisée par Fermigier.
Étienne Fermigier est le seul créateur attitré de la galerie Meubles et Fonction, à l’ouverture du lieu. À partir de 1962, elle se développe pour présenter des pièces d’Olivier Mourgue, mais aussi de designers italiens et scandinaves. De plus, elle peut être considérée comme l’une des premières à exposer Pierre Paulin, grand ami de Pierre Perrigault. Au fur et à mesure des années, la galerie Meubles et Fonction croît et finit par ouvrir plusieurs bureaux, Fermigier devient alors le dirigeant du bureau d’étude de la galerie. Ainsi, elle devient une référence pour les amateurs et les professionnels du monde du design. La galerie collabore avec de nombreux éditeurs, notamment Disderot, Téléavia, Steiner, Airborne, Minvielle, Sentou et Roset.
Conformément à la ligne directrice de Fermigier, la galerie présente un mobilier contemporain industriel créatif, rigoureux et rationnel ; un mobilier concret, accessible au plus grand nombre. De plus, la mise en scène respecte le classicisme strict et élégant, « un meuble n’est pas le produit d’une vue de l’esprit, mais le résultat d’une adéquation parfaite de la forme et de la fonction », Étienne Fermigier.
En 1967, Étienne Fermigier reçoit le prix René Gabriel. La même année, avec l’aide d’une quinzaine d’artistes en tout genre confondu, il fonde le CNAAC (Centre National d'Art Appliqué Contemporain). Situé à deux pas de la Seine, dans le Marais, il ouvre ses portes en 1969. Étienne Fermigier fut ensuite enseignant à l’école Camondo.

## Œuvre

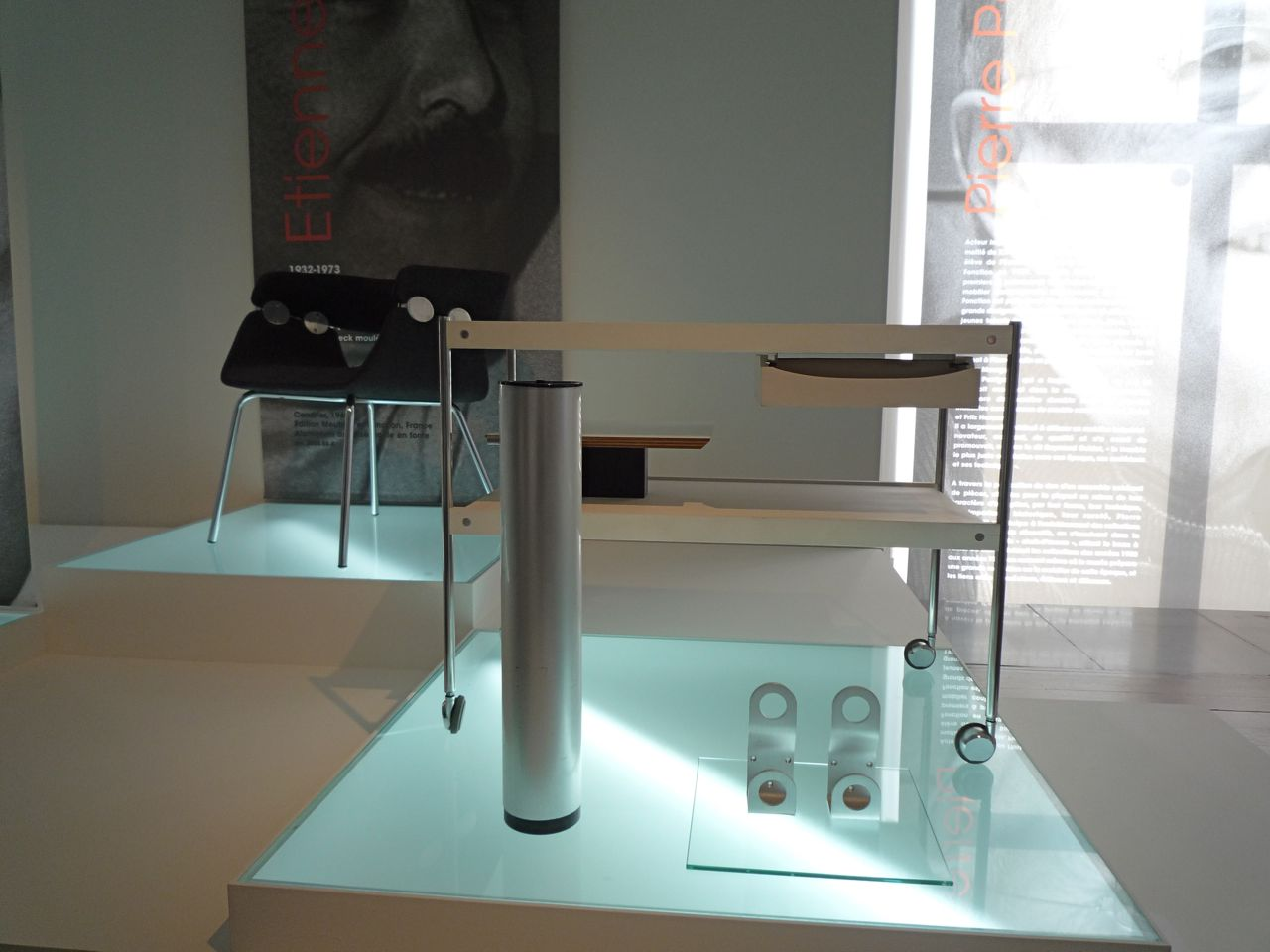
Patères, table roulante, cendrier.

## Récompenses et distinctions
- 1967 : Prix René Gabriel